# BeSide
『BeSide』（ビサイド）は、鈴木康博のセルフカバーアルバム。

## 内容
自身が所属していたオフコースを自ら作曲を担当した楽曲だけをセルフカバーした。本作のために編曲を担当したyassは鈴木と桑島弦矢、サウンドプロデュースを担当した和泉常寛の3人である。

## 批評
CDジャーナルは「淡々とした中にじわりと年の功がにじむ、オトナのAOR」と評した。

## 収録曲
| 全作曲: 鈴木康博。 |                                              |                                  |            |      |
| #                  | タイトル                                     | 作詞                             | 作曲・編曲 | 時間 |
| 1.                 | 「一億の夜を越えて」                         | あんべ光俊                       | 鈴木康博   | 4:13 |
| 2.                 | 「メインストリートをつっ走れ」               | 大間ジロー・あんべ光俊・鈴木康博 | 鈴木康博   | 3:59 |
| 3.                 | 「夜はふたりで」                             | あんべ光俊                       | 鈴木康博   | 4:01 |
| 4.                 | 「青春」                                     | 鈴木康博                         | 鈴木康博   | 3:20 |
| 5.                 | 「恋を抱きしめよう」                         | 鈴木康博                         | 鈴木康博   | 4:41 |
| 6.                 | 「のがすなチャンスを」                       | 鈴木康博                         | 鈴木康博   | 3:45 |
| 7.                 | 「昨日への手紙」                             | 鈴木康博                         | 鈴木康博   | 3:12 |
| 8.                 | 「潮の香り」                                 | 鈴木康博                         | 鈴木康博   | 4:07 |
| 9.                 | 「いくつもの星の下で」                       | 清水仁・鈴木康博                 | 鈴木康博   | 5:06 |
| 10.                | 「ランナウェイ」                             | 鈴木康博                         | 鈴木康博   | 4:06 |
| 11.                | 「ロンド」                                   | 鈴木康博                         | 鈴木康博   | 3:41 |
| 12.                | 「美しい思い出に」                           | 鈴木康博                         | 鈴木康博   | 4:37 |
| 13.                | 「でももう花はいらない」(ボーナス・トラック) | 鈴木康博                         | 鈴木康博   | 5:21 |
| 合計時間:          | 合計時間:                                    | 合計時間:                        | 54:09      |      |